# ТЕС Салала/Салала II
16°56′19″ пн. ш. 53°58′22″ сх. д. / 16.93861° пн. ш. 53.97278° сх. д.
ТЕС Салала/Салала II — теплова електростанція на півдні Оману, яка належить Dhofar Generating Company.
У 2003-му на майданчику станції ввели в дію 6 встановлених на роботу у відкритому циклі газових турбін General Electric PG6581B потужністю по 35 МВт. У 2007-му їх доповнили однією газовою турбіною General Electric LM2500 та однією газовою турбіною General Electric PG6561B, які з 1995 та 1998 року відповідно працювали на інших об'єктах, а тепер були переміщені до Салали. Як наслідок, загальна потужність станції досягнула 273 МВт.
У 2018-му побіч з попереднім майданчиком стали до ладу два однотипні парогазові блоки комбінованого циклу потужністю по 223 МВт, відомі як проєкт Салала ІІ. У кожному з блоків встановлено дві газові турбіни потужністю по 73 МВт, які через відповідну кількість котлів-утилізаторів живлять одну парову турбіну з показником 84 МВт. Паливна ефективність цих блоків становить 53,7 %.
Як паливо станція використовує природний газ, постачений по трубопроводу Сайх-Равл – Салала.
Видача продукції відбувається по ЛЕП, що працюють під напругою 132 кВ.
З 2015 року власником Dhofar Generating Company став консорціум інвесторів у складі саудійської Acwa Power, японської Mitsui (по 45 %) та DIDIC (10 %). За угодою вони отримали контроль над станцією та зобов'язались спорудити енергоблок Салала ІІ.